# Сартії
Сартії́ (фр. Sartilly) — колишній муніципалітет у Франції, у регіоні Нормандія, департамент Манш. Населення — 1560 осіб (2011).
Муніципалітет був розташований на відстані близько 280 км на захід від Парижа, 95 км на південний захід від Кана, 50 км на південний захід від Сен-Ло.

## Історія
До 2015 року муніципалітет перебував у складі регіону Нижня Нормандія. Від 1 січня 2016 року належав до нового об'єднаного регіону Нормандія.
1 січня 2016 року Сартії, Анже, Шамсе, Монвірон i Ла-Рошель-Норманд було об'єднано в новий муніципалітет Сартії-Баї-Бокаж.

## Демографія
Динаміка населення (INSEE ):
Розподіл населення за віком та статтю (2006):
| Стать | Всього | До 15 років | 15-24 | 25-44 | 45-64 | 65-85 | Понад 85 |
| --- | ------ | ----------- | ----- | ----- | ----- | ----- | -------- |
| Чоловіки | 656    | 98          | 86    | 130   | 196   | 126   | 20       |
| Жінки | 672    | 53          | 66    | 122   | 195   | 204   | 32       |
| \| Статево-вікова піраміда \| Статево-вікова піраміда \| Статево-вікова піраміда \| \| ----------------------- \| ----------------------- \| ----------------------- \| \| Чоловіки \| Вік \| Жінки \| \| 20 \| 85 + \| 32 \| \| 12 \| 80-84 \| 45 \| \| 24 \| 75-79 \| 73 \| \| 45 \| 70-74 \| 53 \| \| 45 \| 65-69 \| 33 \| \| 65 \| 60-64 \| 57 \| \| 37 \| 55-59 \| 20 \| \| 45 \| 50-54 \| 69 \| \| 49 \| 45-49 \| 49 \| \| 45 \| 40-44 \| 20 \| \| 20 \| 35-39 \| 53 \| \| 24 \| 30-34 \| 29 \| \| 41 \| 25-29 \| 20 \| \| 37 \| 20-24 \| 37 \| \| 49 \| 15-20 \| 29 \| \| 12 \| 10-14 \| 33 \| \| 37 \| 5-9 \| 8 \| \| 49 \| 0-4 \| 12 \| |        |             |       |       |       |       |          |
| Статево-вікова піраміда |        |             |       |       |       |       |          |
| Чоловіки | Вік    | Жінки       |       |       |       |       |          |
| 20 | 85 +   | 32          |       |       |       |       |          |
| 12 | 80-84  | 45          |       |       |       |       |          |
| 24 | 75-79  | 73          |       |       |       |       |          |
| 45 | 70-74  | 53          |       |       |       |       |          |
| 45 | 65-69  | 33          |       |       |       |       |          |
| 65 | 60-64  | 57          |       |       |       |       |          |
| 37 | 55-59  | 20          |       |       |       |       |          |
| 45 | 50-54  | 69          |       |       |       |       |          |
| 49 | 45-49  | 49          |       |       |       |       |          |
| 45 | 40-44  | 20          |       |       |       |       |          |
| 20 | 35-39  | 53          |       |       |       |       |          |
| 24 | 30-34  | 29          |       |       |       |       |          |
| 41 | 25-29  | 20          |       |       |       |       |          |
| 37 | 20-24  | 37          |       |       |       |       |          |
| 49 | 15-20  | 29          |       |       |       |       |          |
| 12 | 10-14  | 33          |       |       |       |       |          |
| 37 | 5-9    | 8           |       |       |       |       |          |
| 49 | 0-4    | 12          |       |       |       |       |          |

## Економіка
2010 року серед 869 осіб працездатного віку (15—64 років) 655 були активними, 214 — неактивними (показник активності 75,4%, у 1999 році було 71,3%). З 655 активних мешканців працювали 583 особи (283 чоловіки та 300 жінок), безробітними було 72 (35 чоловіків та 37 жінок). Серед 214 неактивних 56 осіб було учнями чи студентами, 111 — пенсіонерами, 47 були неактивними з інших причин.

У 2010 році в муніципалітеті числилось 688 оподаткованих домогосподарств, у яких проживали 1503,5 особи, медіана доходів виносила 16 773 євро на одного особоспоживача